# Dwie Twarze
Dwie Twarze (ang. Two-Face; alter ego – Harvey Dent, pierwotnie Harvey Kent), fikcyjna postać (złoczyńca) znany z serii komiksów o przygodach Batmana, wydawanych przez DC Comics. Została stworzona przez Boba Kane’a i Billa Fingera. Pierwszy raz pojawiła się w Detective Comics vol. 1 #66 (sierpień 1942). Bob Kane w swej autobiografii wyznał, że tworząc tę postać inspirował się głównym bohaterem z filmu Doktor Jekyll i pan Hyde (Dr Jekyll and Mr Hyde) z 1931 roku, będącą ekranizacją powieści Roberta Louisa Stevensona pod tym samym tytułem, którą widział w młodości, zaś motyw rzutu monetą wziął z filmu gangsterskiego pod tytułem Człowiek z blizną (Scarface). Inspiracją dla tej postaci mógł być również pierwowzór Batmana, stworzony przez pisarza Murraya Leinstera bohater magazynów pulpowych z lat 30. XX wieku – Black Bat, którego geneza była zbieżną z genezą Dwóch Twarzy (podobnie jak Harvey Dent, Black Bat był prokuratorem, którego oblano kwasem).
Harvey Dent był początkowo obiecującym prokuratorem okręgowym w Gotham City, który jednak zszedł na drogę przestępczości i został jednym z głównych przeciwników Batmana, kiedy jego twarz została oblana kwasem przez mafioza – Sala Maroniego, na jego procesie. Jego atrybutem jest moneta, od rzutu, której zależą podejmowane przez niego decyzje, szczególnie gdy decydują o czyimś życiu lub śmierci. Cechuje go obsesja na punkcie dualizmu, liczby „2” i rozdwojenie osobowości.
Dwie Twarze znany jest również w licznych serialach animowanych, filmach fabularnych i grach komputerowych o przygodach człowieka-nietoperza. Pierwszy raz na dużym ekranie pojawił się (wyłącznie jako Harvey Dent) w filmie Batman z 1989, w którego rolę wcielił się Billy Dee Williams. W kolejnym filmie z serii, zatytułowanym Batman Forever jego rolę odegrał Tommy Lee Jones. W filmie Mroczny Rycerz (The Dark Knight) z 2008 w rolę Harveya Denta wcielił się Aaron Eckhart. W serialu telewizyjnym Gotham w postać młodego Harveya Denta wciela się Nicholas D’Agosto.